# Graffio di tigre
Graffio di Tigre è una miniserie televisiva italiana del 2007, diretta da Alfredo Peyretti e liberamente ispirata all'omonimo romanzo di Gino Pugnetti.

## Trama
Siamo nell'estate del 1943 e due soldati italiani, Fabio (Sergio Assisi) e Gino (Simone Gandolfo), sono internati in un campo di prigionia inglese sull'isola di Pantelleria. Grazie ad un provvidenziale attacco aereo dell'aviazione italiana riescono a fuggire. Durante la fuga Fabio salva la vita a Gino ed insieme affrontano il viaggio di ritorno verso casa. Fabio, che non ha nessuno che lo aspetta essendo orfano, accetta l'ospitalità di Augusto (Sergio Forconi), padre di Gino, amministratore nella proprietà terriera del conte Innocenzi (Roberto Herlitzka), in Toscana. Gino ha anche una sorella più piccola di lui, Rosa (Raffaella Rea). La vita dei due giovani riprende nella tranquillità della campagna toscana.
A disturbare la loro serenità però, è la presenza di Ginevra (Gabriella Pession), la giovane e bella nuora del conte Innocenzi, il marito della quale, Jacopo (Andrea Bosca), è prigioniero di guerra, sembra nutrire un interesse per Fabio. Il ragazzo non resiste al fascino di Ginevra nonostante la delicata amicizia che sta nascendo con Rosa. Le vicende della guerra vengono ancora a turbare le loro vite. Benito Mussolini, liberato dai tedeschi, proclama la nascita della Repubblica di Salò. I fascisti, capeggiati dallo zio Piero (Francesco Salvi), gerarca del paese, iniziano i rastrellamenti per arruolare con la forza gli sbandati e i disertori. Gino decide di andare sulle montagne per unirsi ai partigiani. Fabio si rifiuta di seguirlo e questo provocherà una frattura tra di loro. Fabio, di cui nessuno in paese conosce l'esistenza, resta a vivere nella tenuta. Fino alla notte in cui il conte, per la sua amicizia con Galeazzo Ciano, decide di abbandonare la villa. Ginevra, è costretta a seguirlo, prima però seduce Fabio; ad un posto di blocco però il conte Innocenzi viene riconosciuto e fermato.
Trasferito a Terni subisce un interrogatorio e solo Ginevra, che intercede per lui presso il capo dei fascisti, gli evita il peggio; Ginevra però non può trattenersi e il suocero si fa promettere che ritornerà alla villa per aspettare il suo ritorno e quello di Jacopo. Ginevra tace ad Augusto la sorte del suocero ma dice a Fabio che in quell'unico rapporto fra loro lei ha concepito un figlio di cui deve liberarsi e per questo ordina a Fabio di aiutarla. Il giovane è tormentato dalla scelta che lei gli impone, proprio quando anche Gino, ritornato dalle montagne, ha bisogno di lui. Fabio, sebbene a malincuore, nega di nuovo il suo aiuto e stavolta fra i due amici la rottura è definitiva. Mentre Fabio cerca di impedire a Ginevra di abortire Gino e i suoi compagni vengono scoperti e catturati dallo zio Piero che decide di fucilarli. Solo all'ultimo minuto Ivo, figlio dello zio Piero e da sempre innamorato di Rosa, per salvarla le farà scudo col suo corpo rimanendo ucciso al posto suo. Quando Fabio e Ginevra, non riuscito l'aborto e riavvicinatisi, tornano alla tenuta trovano i corpi di Augusto, Gino e gli altri crivellati di colpi e impiccati a una trave.
A Rosa non resta che sotterrare i suoi cari e con loro l'amore per Fabio. Andrà in montagna a prendere il posto del fratello. Fabio è obbligato a rimanere, torturato dai sensi di colpa, per prendersi cura di Ginevra e del bambino che ha in grembo.
I mesi passano, la maternità di Ginevra comincia a farsi evidente quando una mattina la villa viene requisita dai tedeschi. Fabio riesce a nascondersi e Ginevra ottiene dal comandante, conte Grefeld, il permesso di restare, relegata però in un'ala della villa. Una sera il Maggiore Grefeld, ubriaco, tenta di abusare di Ginevra. Fabio è costretto a intervenire e, dopo una colluttazione, uccide il maggiore tedesco. I due fuggono verso l'accampamento dei partigiani di cui Gino aveva rivelato a Fabio il posto. Lì ritrovano Rosa che ha ancora molto da perdonare a entrambi ma non si oppone alla decisione di accettarli.
Fabio capisce anche che è venuta per lui l'ora di fare la sua parte in quella guerra e Ginevra impara la dura vita del campo e le distanze con Rosa si riducono finché una sera giunge al campo un gruppo di prigionieri e con loro, sotto falso nome, c'è anche il conte Innocenzi. L'incontro con la nuora è drammatico: riconosciuto, il conte rischia di essere ucciso dai partigiani. Solo l'intervento di Rosa e di Fabio lo salva dalla morte e gli consente di rimanere come prigioniero. Una notte di pioggia aiuta la nuora a dare alla luce una bambina. Dopo il parto Ginevra aiuta il suocero a fuggire, il conte però viene catturato dai tedeschi e morirà da eroe rifiutandosi di tradire i partigiani.
La guerra sta ormai per finire. Gli americani hanno ricacciato i tedeschi a nord e finalmente Fabio, Ginevra e Rosa possono tornare a casa; lì trovano Jacopo, scampato alla morte ma cieco. All'inizio Ginevra riesce a fargli credere che la piccola Anna, la bimba avuta da Fabio, sia figlia di Rosa ma dopo, pressata da Fabio stesso e divisa dall'amore che sente per entrambi gli uomini, confessa al marito tutta la verità. Jacopo è sconvolto ma decide di perdonare e di partire per l'America con lei e Anna per tentare un'operazione che potrebbe ridargli la vista. Ginevra non se la sente di lasciarlo una seconda volta. In seguito, dopo molti anni, una giovane ragazza arriva a casa di Fabio che nel frattempo si è sposato con Rosa. La ragazza non è altro che la figlia di Ginevra e dice che lei e Jacopo sono morti in un incidente aereo e la madre aveva detto di andare da lui. Fabio rimase triste per la fine di Ginevra ma felice per aver visto sua figlia.